# Турчянски Дюр
Турчянски Дюр (словац. Turčiansky Ďur) — село, громада округу Мартін, Жилінський край, регіон Турєц. Кадастрова площа громади — 0,93 км².
Населення 179 осіб (станом на 31 грудня 2018 року).

## Географія
Протікає Знєвський потік.

## Історія
Турчянски Дюр згадується 1249 року.

## Населення
| Рік:            | 1994. | 2004.    | 2014.   | 2024.   |
| --------------- | ----- | -------- | ------- | ------- |
| Кількість осіб: | 156   | 193      | 175     | 164     |
| Різниця:        |       | +23,71 % | -9,32 % | -6,28 % |

| Рік:            | 2023. | 2024.   |
| --------------- | ----- | ------- |
| Кількість осіб: | 165   | 164     |
| Різниця:        |       | -0,60 % |